# Љиљана Блажеска
Љиљана Блажеска (Скопље, 19. јул 1944 — Београд, 2020) је била српска сликарка.

## Биографија
Рођена је 19. јула 1944. године у Скопљу. Дипломирала је на Факултету ликовних уметности Универзитета уметности у Београду у класи професорке Љубице Сокић 1967, завршила је постдипломске студије и специјални течај у Београду. Била је дугогодишњу члан Удружења ликовних уметника Србије. Излагала је на преко двадесет самосталних изложби, неке од њих су у Новом Саду 1969, Београду 1970—1971, Сомбору 1970. и Скопљу 1973. године. Учествовала је УЛУС-овим изложбама 1969—1971. и 1973, изложби у Октобарском салону 1968—1970. и 1972, Бијеналу младих у Ријеци, у Каиру и на Трећем тријеналу савременог југословенског цртежа у Сомбору 1969, изложбама „Осам београдских сликара” у Сарајеву и Мостару, изложби „Млади 1970” у Београду и изложби цртежа у Ријеци 1971. Добитница је награде Културно–просветне заједнице Србије на једанаестом Октобарском салону. Преминула је 2020. године у Београду.